# Інтеграція Німецької Демократичної Республіки до Європейських Співтовариств
Інтеграція Німецької Демократичної Республіки до Європейського економічного співтовариства відбулася в 1990 році як частина процесу возз’єднання Німеччини; Федеративна Республіка Німеччина (ФРН) була частиною Співтовариства з 1958 року. Ця подія в будівництві Європи призвела до глибоких змін як в об’єднаній Німеччині, так і в Європейському економічному співтоваристві (ЄЕС).

## Історія

### Контекст
Падіння Берлінської стіни в ніч з 9 на 10 листопада 1989 року, знаменує собою велику подію в історії сучасної Німеччини та в історії холодної війни. Наслідки цього акту, прийнятого в ширших рамках емансипації країн Східної Європи від СРСР, мали наслідки по всій Європі і, по суті, особливо в німецькій нації та їхніх федеративних державах, розділених з початку 50-х років за матеріальними, політичними та ідеологічними кордонами.
18 березня 1990 року, проводяться демократичні та плюралістичні вибори до Народної палати НДР. Як на Сході, так і на Заході багато дискусій стосуються календаря та методів возз’єднання. Перемога консервативного Allianz für Deutschland (коаліція трьох консервативних партій, включаючи східну ХДС ) вирішує питання на користь швидкого возз’єднання з використанням статті 23 Основного закону Федеративної Республіки Німеччина. Ця стаття дозволяє землям Німеччини зробити односторонню заяву про приєднання до сфери застосування основного закону, коли останній не був чинним на момент його прийняття в 1949 році. У ніч з 22 на 23 серпня, Палата затверджує декларацію про приєднання 3 жовтня 1990 року, ця дата визначається в односторонньому порядку парламентом НДР без консультацій з урядом або парламентом ФРН.
Возз’єднання та статут Берліна мали бути змінені за згодою чотирьох держав-переможниць у 1945 році. Гельмут Коль і його міністр закордонних справ Ганс-Дітріх Геншер переконали своїх європейських союзників. У своїй програмі 28 листопада про це зазначив канцлер: «Єдність Німеччини відбудеться в рамках Європейського Співтовариства в тісних консультаціях з союзниками». Він пообіцяв, що об’єднана Німеччина залишиться в НАТО.
Умови возз'єднання встановлені договором про об'єднання (Einigungsvertrag), підписаним у Берліні 31 серпня 1990 року і ратифікованим 20 вересня Фолькскаммером і Бундестагом. З Договором 2+4, мирним договором між двома німецькими державами та чотирма державами-переможницями Другої світової війни (США, Францією, Сполученим Королівством і Радянським Союзом), підписаним у Москві 12 вересня 1990 року, уся територія Німеччини (включаючи Берлін) стає повністю суверенною під час возз'єднання, яке відбулося 3 жовтня 1990 року. У цей день втратила чинність конституція НДР, замінена на колишній території Східної Німеччини Основним законом ФРН.

### Роль ЄЕС у возз'єднанні
Під час своєї промови 17 січня 1990 року Жак Делор, тодішній президент Європейської комісії, назвав НДР «особливим випадком», і на рівні європейських лідерів питання возз'єднання розділилося: Франсуа Міттеран і Маргарет Тетчер бачили в цьому історичну подію, ознаку «повернення демократії в Центральну Європу», але також загрозу могутности відповідних країн з економічно сильнішою та густішою Німеччиною. Однак у дискусіях після політичного зближення двох держав швидко виявилося, що воля жителів рухається до ідеї єдиної німецької нації («Wir sind ein Volk», що означає «Ми — один народ»).
Європейська Рада у Страсбурзі від 8 і 9 грудня 1989 року схвалила об’єднання Німеччини за умови, що воно відбудеться демократичним шляхом «згідно з угодами та договорами та Гельсінськими угодами, в контексті діалогу та співпраці Схід-Захід та з метою європейської інтеграції». Для ЄЕС цей крок не є розширенням із вступом нового члена, а розширенням території, яку вона охоплює. До цієї інтеграції торгівля між Східною та Західною Німеччиною вважалася міжнімецькою торгівлею, не підпадаючи під дію спільного зовнішнього тарифу. Дублінська Європейська Рада від 28 квітня 1990 р. постановляє, що «інтеграція території НДР до Співтовариства буде ефективним, як тільки об’єднання буде юридично встановлено, без перегляду договорів, за умови вжиття перехідних заходів, зокрема, щодо зовнішньої торгівлі, сільського господарства, структурної політики та навколишнього середовища». Цей аспект розглядається в договорі про об’єднання, підписаному двома німецькими національними парламентами.
Було підписано перший договір про торговельно-економічне співробітництво 8 травня 1990 року: східні землі отримали фінансову та технічну допомогу Співтовариства. Протягом трьох років після возз’єднання вони отримали п’яту частину структурної допомоги від ЄЕС, до якої додається конкретна субсидія від Федеральної землі Німеччини, збільшена до 110 мільярдів німецьких марок на рік, що не залишилося без наслідків.
Перша резолюція парламенту про об’єднання, прийнята 4 квітня 1990 року, містила заяву, в якій парламент «закликає до швидкої розробки програми спеціальної допомоги з боку комісії на користь Німецької Демократичної Республіки протягом періоду, що передував об’єднанню». Однак на саміті в Дубліні 28 та 29 квітня 1990 року це рішення було відхилено, і, нарешті, було використано структурну допомогу Співтовариства (ЄФРР, ЄСФ, EAGGF та FIFG). Проблема виникла через те, що багаторічні витрати вже були фіксовані, тому парламент вирішив збільшити бюджет, виділений на цю допомогу, щоб не зменшувати кошти, виділені Іспанії та Португалії, щойно інтегровані в ЄЕС (1986); цілі були різноманітними і включали:
- Реструктуризація промисловости, щоб зменшити безробіття та наблизити економіку НДР до економіки інших держав-членів.
- Розвивання торгівлі із Західною Європою, але підтримка відносин зі східними сусідами
- Очищення навколишнього середовища, сильно забрудненого підприємствами важкої промисловости, особливо в Бранденбурзі.
- Сприяння переходу політичної системи в цілому та соціальної згуртованости Німеччини в Європі.

### Політична інтеграція НДР до ЄЕС
Стаття 10 договору між Федеративною Республікою Німеччина та Німецькою Демократичною Республікою про створення єдності Німеччини (Einigungsvertrag) визначає умови інтеграції НДР до ЄЕС та набуття чинности права Європейського Співтовариства. Вона уточнює, що «договори, що стосуються Європейських Співтовариств з їх змінами та доповненнями, а також конвенції, договори та рішення міжнародного характеру, які набрали чинности у зв'язку з цими договорами» а також «правові акти, складені відповідно до Договорів, що стосуються Європейських Співтовариств набирає чинности з дати, коли східнонімецькі землі стають частиною ФРН. Крім того, договір також визначає, що «нормативно-правові акти Європейських Співтовариств, виконання яких належить до компетенції земель, залишаються в межах їх повноважень відповідно до закону, характерного для кожного з земель».

## Наслідки в ЄЕС
Після падіння Берлінського муру Європейська Рада провела виняткове засідання в Парижі (18 листопада 1989 р.), але питання про об’єднання Німеччини там не було згадано. Саме Європейський парламент відреагував першим, прийнявши резолюцію про загальну ситуацію в Центральній та Східній Європі, в якій він підтримав, поряд з багатопартійністю та повагою до прав людини, право народу НДР на самовизначення», включаючи можливість бути частиною об’єднаної Німеччини в об’єднаній Європі, з посиленням інтеграції земель, надзвичайною допомогою та планом підтримки та співпраці». Європейський парламент також висловлює бажання розвивати довготривале та багаторівневе партнерство з країнами Центральної та Східної Європи, які поступово відокремлюються від радянського блоку, що на практиці призвело до п’ятого розширення, процес, який тримав до 25 років залежно від країни.
Що стосується інституцій Співтовариства, то представництво Німеччини в Комісії, Раді міністрів і Суді залишається незмінним. Збільшується лише його парламентське представництво. Нові землі, які представляють 18 мільйонів жителів, спочатку мають право на 18 спостерігачів у Європейському парламенті, а потім на 18 депутатів за рішенням Європейської ради в Единбурзі від 11 і 12 грудня 1992 року. Німецьке представництво потім з 81 депутата до 99 євродепутатів. Натомість виділяється кілька додаткових місць, починаючи з виборів 1994 року у Франції, Сполученому Королівстві та Італії, кожне з яких збільшується з 81 до 87 депутатів. Таким чином, Європейський парламент із 12 членів має з 1994 року 567 депутатів замість 518.